# ГЕС Ель-Массіра
ГЕС Ал-Массіра — гідроелектростанція у центральній частині Марокко, розташована між ГЕС Ahmed El Hansali (вище за течією) і ГЕС Imfout. Входить до складу каскаду на найдовшій річці країни Умм-ер-Рбія, яка відділяє Середній Атлас на півночі від Високого Атласу на півдні.
В межах проекту річку перекрили бетонною контрфорсною греблею висотою 82 та довжиною 390 метрів, на спорудження якої пішло 345 тис. м3 матеріалу. Разом з допоміжними кам'яно-накидними та земляними дамбами вона утримує витягнуте по долині річки на 30 км водосховище із площею поверхні 137 км2 та об'ємом 2720 млн м3 (корисний об'єм 2285 млн м3), коливання рівня води в якому відбувається між позначками 258 та 287,5 метра НРМ, а максимальна глибина сягає 60 метрів.
Розташований біля греблі машинний зал обладнано двома турбінами типу Френсіс потужністю по 64 МВт, які при напорі від 36 до 60 метрів забезпечують виробництво 240 млн кВт-год електроенергії на рік.
Видача продукції відбувається по ЛЕП, що працює під напругою 225 кВ.
Окрім виробництва електроенергії, гідрокомплекс виконує функції іригації, забезпечуючи зрошення 100 тисяч гектарів.